# Earthworm Jim: Menace 2 the Galaxy
Earthworm Jim: Menace 2 the Galaxy es un videojuego de plataformas de la serie Earthworm Jim. Fue lanzado el 16 de noviembre de 1999 para Game Boy Color.

## Jugabilidad
Evil Jim ha robado un teletransportador interdimensional y está causando estragos en la galaxia, y Earthworm Jim debe embarcarse en otra aventura para detener a su malvado gemelo. El juego involucra al jugador dirigiendo a Jim a través de los niveles para hacerlo. El juego se juega como un juego de plataformas 2D de desplazamiento lateral con elementos de un run and gun, similar a la forma en que jugaron Earthworm Jim y Earthworm Jim 2. Sin embargo, el juego se ha simplificado enormemente, el juego está mucho más centralizado hacia la exploración de niveles para recolectar elementos, en lugar de los trucos constantemente cambiantes presentes en los dos juegos originales. Los niveles generalmente implican objetivos como recolectar 100 o más monedas para avanzar a través de los niveles, y si el jugador lleva a Jim a recibir demasiado daño, el jugador debe comenzar el nivel nuevamente, con cero elementos recolectados.
Sin embargo, el juego conserva algunas características de juegos anteriores. Se pueden recolectar cuatro armas diferentes y usarlas para derrotar a los enemigos; la pistola estándar, la pistola de plasma, el lanzacohetes y el lanzagranadas. Además, el jugador podría encontrar al amigo de Jim, Snot, y montarlo para saltar más alto, u obtener el cohete de Jim, que le permite volar y disparar a través del nivel durante un corto período de tiempo.
Después de cada dos niveles, Jim tendría que enfrentarse a un jefe que presentaba personajes enemigos de juegos pasados y la serie de televisión Earthworm Jim, que incluyen Bob the Killer Goldfish, Evil the Cat y Henchrat, Queen Slug-for-a-Butt y Evil Jim.
El juego es compatible con las consolas de videojuegos Game Boy y Game Boy Color. Sin embargo, el nivel llamado "Happiness" solo está disponible si el juego se juega en Game Boy Color, y se puede jugar una vez que se completa el juego.

## Recepción
El juego recibió una recepción generalmente negativa, y los críticos criticaron la incapacidad del juego para capturar el juego divertido que se encuentra en los dos juegos originales de la serie. IGN le dio al juego un 6 de 10, criticando la tediosa colección de artículos del juego como "bastante frustrante" y quejándose de que el juego tiene "total desprecio por lo que hace que Earthworm Jim, Earthworm Jim...No hay suficiente "inteligencia" aquí, el mismo elemento que convirtió a Earthworm Jim en uno de los mejores y más divertidos juegos de acción en los sistemas de 16 bits". Nintendo Power le dio al juego un 6.3 similar de 10. AllGame también criticó el tedioso coleccionismo, declarando "Desafortunadamente, encontré que cada búsqueda era más una tarea que una forma de entretenimiento" y el hecho de que Jim ya no tenía un ataque "látigo" como los juegos anteriores de la serie. Llegaron a la conclusión de que el juego era "marginalmente interesante cuando llegaba el momento de avanzar a un nuevo nivel o luchar contra un enemigo importante, pero la mayoría de las veces resulta agotador".